# Граф Дуку
Граф Ду́ку (англ. Count Dooku, он же Дарт Тира́нус, англ. Darth Tyranus) — персонаж вселенной «Звёздных войн». В трилогии приквелов его сыграл сэр Кристофер Ли, в видеоиграх и мультсериалах 2003 и 2008 годов он был озвучен Кори Бёртоном. Главный антагонист в фильме «Звёздные войны. Эпизод II: Атака клонов» и второстепенный антагонист в фильме «Звёздные войны. Эпизод III: Месть ситхов».
Граф Дуку изначально был мастером-джедаем, а затем стал ситхом. Его ситхское имя — Дарт Тиранус (от латинского слова Tyrannus — в переводе «тиран»). Полное имя графа, данное ему при рождении, неизвестно.

## Биография
Появляется в «Атаке Клонов», Дуку — один из учеников Йоды и учитель Квай-Гон Джина. Он был одним из величайших джедаев в Галактике, имел великий дар соединяться с Силой как оратор, философ и боец на световых мечах.
Новелла Джуд Уотсон Legacy of the Jedi раскрывает, как Дуку впервые соблазнился Тёмной стороной Силы как падаван, когда его лучший друг ученик джедая Лориан Нод стал ситхом.
Дуку почувствовал предательство, но осознал силу Ордена Ситхов и сам подсознательно подготовился к предательству.
Во вселенной «Звёздных войн» Дуку первый раз появился в фильме «Атака клонов». Он был представлен как один из уважаемых мастеров джедаев, который разочаровался в их идеалах, и стал сторонником ситха Дарта Сидиуса. Он также являлся лидером Конфедерации Независимых Систем, или сепаратистов, федерации планетарных систем, восставших против Галактической Республики.
Дуку был также опытнейшим бойцом, в 44 ДБЯ он был отправлен в битву с мандалорцами. Почти все мандалорцы были убиты, исключая Джанго Фетта и некоторых других, разбросанных по галактике. В атаке больше половины джедаев было поражено мандалорским оружием, Фетт убил многих. После этой битвы Дуку потерял доверие к Республике и почувствовал, что идеалы джедаев шли на компромисс с коррумпированным правительством, которому они служили.
Дуку был разгневан на бюрократизм Галактического сената. Смерть Квай-Гона была последней каплей. В результате Дуку отказался от своих обязанностей и сложил с себя полномочия, возложенные на него Орденом Джедаев.
Дуку направился на пустынную планету Геонозис, где заключил с её правителем союз. На Геонозисе стали создаваться огромные армии дроидов, заговор на этой планете был раскрыт Оби-Ваном Кеноби, который, однако, был взят Дуку в плен. За Оби-Ваном на Геонозис направился его падаван Энакин Скайуокер вместе с Падме Амидалой, но и они были взяты Дуку в плен. Оби-Ван, Энакин и Падме стали развлечением для геонозианцев и выступили на арену Геонозиса сражаться против ужасных монстров. Казалось бы, героям конец, но в это время им на помощь приходят замаскированные джедаи во главе с Мейсом Винду. На арене разгорается битва, но Дуку в ней не участвует. Когда на помощь Республике приходят войска клонов, граф Дуку пытается бежать. Добравшись до ангара, он натыкается на Энакина и Оби-Вана. Пылкость Энакина заставляет его мгновенно броситься на Дуку, и тот поражает его молнией Силы. Оби-Ван остаётся с Дуку один на один. Когда они скрестили мечи, Дуку обездвижил Оби-Вана ударами по плечу и по ноге. Граф попытался добить его, но к этому времени Энакин пришёл в себя и смог защитить Оби-Вана. В ходе короткой дуэли с Дуку Энакин, начав сражение с двумя мечами (Оби-Ван кинул ему в руки свой), теряет один из мечей (Тиранус разрубает его рукоять) и проигрывает, и граф отрубает ему руку и обезвреживает. Дуку готов добить джедаев, но ему мешает подоспевший Йода — его бывший наставник. Йода и Дуку после философского диалога о Силе сходятся в яростной схватке, в ходе которой Дуку понимает, что он рискует проиграть, и отступает, уронив на раненых джедаев огромную трубу. Йоде пришлось останавливать её, и он не успел задержать Дуку, который покинул Геонозис.
Дарт Сидиус разработал план, по которому он хотел склонить Скайуокера на тёмную сторону. Дуку якобы пленил Палпатина, который усиленно изображал заключённого. Когда Энакин и Оби-Ван прокрались на корабль сепаратистов, Дуку, Оби-Ван и Энакин сошлись в яростной схватке. Дуку удалось вновь обезвредить Оби-Вана, но на этот раз Энакину удалось одержать верх. Он отрубил графу обе руки и хотел арестовать, но Палпатин настоял на убийстве Дуку. Граф был поражён предательством собственного учителя и только в последние секунды жизни понял, что сделал неправильный выбор, поверив льстивым речам Палпатина. Но раскаяться он уже не мог: Энакин отрубил ему голову, как и хотел Палпатин, сделав ещё один шаг во тьму.

В новеллизации Мэтью Стовера Месть Ситхов характер Дуку раскрывается детальней, чем в фильме; по версии Стовера Дуку — злой человек, который видит в других не более чем объекты для достижения собственных целей. В книге также открывается, что он презирал Галактические нечеловеческие расы и строил планы по уничтожению или порабощению всех их. Он видел идеальное общество в образе «Империи Людей»:

«И совсем не случайно, что в Конфедерацию входят неймодианцы, скакоанны, куаррены, мууны и госсамы, сай миртианы, кооривары и геонозианцы. В конце войны не-людей раздавят, лишат собственности, их миры и богатства передадут в руки тех, кому их можно доверить. То есть — людям. Дуку будет служить Империи Человека.»

Есть другое мнение, что граф Дуку — идеалист, и, пойдя на поводу своих мечтаний, поддался Тёмной стороне Силы. О планах же Дарта Сидиуса по поводу Империи и прочих Дуку не знал.

## Мнения критиков
На сайте IGN граф Дуку был поставлен на 21-е место среди самых популярных персонажей Star Wars, в аналогичном списке от Empire он занял 28-е место из 30, при этом его образ в рецензии сравнивался с образом Дракулы. Графу Дуку уделено внимание в книге The Christopher Lee filmography, где персонаж также сравнивается с Дракулой.
На основе образа персонажа было сделано большое количество экшн-фигурок, некоторые из которых удостаивались достаточно подробных рецензий в авторитетных изданиях.